# Franz Scheidies

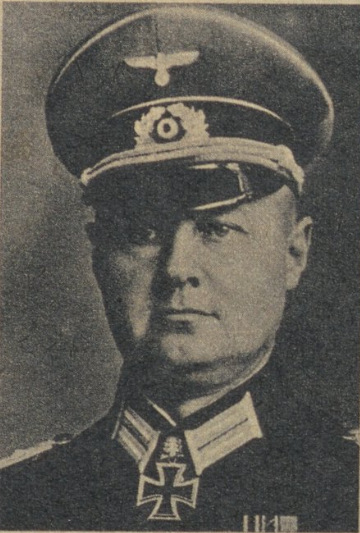
Oberst Franz Scheidies

Franz Scheidies (* 22. Februar 1890 in Größpelken, Kreis Tilsit; † 7. April 1942 bei Gluschitza, Sowjetunion) war ein deutscher Generalmajor im Zweiten Weltkrieg.

## Leben
Franz Scheidies trat Anfang Oktober 1905 in die Preußische Armee ein und diente an der Unteroffizierschule Treptow. Er nahm am Ersten Weltkrieg teil, erhielt beide Klassen des Eisernen Kreuzes und diente Anfang 1919 als Leutnant in einem Infanterieregiment. 1920 wurde er aus der Armee verabschiedet und wechselte in den Polizeidienst.
Im Oktober 1935 folgte seine Übernahme in die Wehrmacht. Als Major war er ab Mitte 1937 Bataillonskommandeur im Infanterie-Regiment 22 in Gumbinnen bei der 1. Infanterie-Division. In dieser Position nahm er am Überfall auf Polen teil und blieb im Regiment bis zur Verlegung der Division an den Niederrhein im November 1939. Im Oktober 1937 zum Oberstleutnant befördert, folgte Mitte 1940 die Beförderung zum Oberst. Im Juni 1940 wurde er schwer verwundet und am 5. August 1940 mit dem Ritterkreuz des Eisernen Kreuzes ausgezeichnet. Nach seiner Genesung folgte eine weitere Verwendung. Ab Oktober 1940 war er Kommandeur des Infanterie-Regiments 22 und führte nach seiner Auszeichnung am 31. Dezember 1941 mit dem Eichenlaub zum Ritterkreuz des Eisernen Kreuzes (43. Verleihung) im Winter 1941/42 das Regiment in schweren Verteidigungskämpfen im sogenannten „Flaschenhals“ nahe Ladoga. Anschließend führte er vom 27. März 1942 bis zu seinem Tod als Kommandeur die 61. Infanterie-Division. Mit Wirkung und RDA vom 1. April 1942 wurde er am 8. April 1942 zum Generalmajor befördert. Ein Tag vorher war er während der Kämpfe in der Sowjetunion westlich von Gluschitza gefallen. Die Beförderung ist damit nicht postum erfolgt, wie einige Quellen angeben, da die maßgebliche „Wirkung“ der Beförderung vor dem Tod lag.
Scheidies wurde auf dem Regimentsfriedhof im Schlosspark von Peterhof, welchen Scheidies nach der Eroberung Peterhofs durch die 1. Infanterie-Division hatte einrichten lassen, bestattet.
Er wurde als bei den Soldaten beliebt, „hervorragender Frontsoldat“ und „leuchtendes Vorbild deutschen Soldatentums“ charakterisiert.